# Avion Express
Avion Express je litevský letecký charter a poskytovatel ACMI se sídlem ve Vilniusu. Společnost je součástí Avia Solutions Group, globální letecké obchodní skupiny.

## Dějiny
Avion Express byla založena v roce 2005 pod názvem Nordic Solutions Air Services. Letecká společnost v té době provozovala čtyři nákladní a osobní letadla Saab 340. V roce 2008 byla společnost přejmenována na Avion Express. V roce 2010 získala Avion Express francouzská investiční společnost Eyjafjoll SAS, kterou spolu s dalšími investory založila švýcarská Avion Capital Partners.
Avion Express představil svůj první Airbus A320 v roce 2011, což bylo první letadlo Airbus registrované v Litvě. V prosinci byly do flotily přidány další dva Airbus A320. V roce 2013 společnost Avion Express úspěšně dokončila audit provozní bezpečnosti IOSA a díky tomu získala registraci IATA. Poslední nákladní Saab 340 bylo sešrotováno v březnu 2013. Od léta 2014 provozovala letecká společnost flotilu 9 Airbus A320 a 2 Airbus A319. Ve stejném roce Avion Express založil dceřinou společnost Dominican Wings, nízkonákladovou leteckou společnost se sídlem v Santo Domingu v Dominikánské republice. V létě 2017 představil Avion Express do flotily společnosti letouny Airbus A321.
V červnu 2017 Avion Express oznámil, že prodal svůj 65% podíl ve společnosti Dominican Wings prezidentovi společnosti Victoru Pachecovi.
V roce 2019 Avion Express založil Avion Express Malta, dceřinou společnost se sídlem na Maltě. Společnost zahájila činnost v květnu téhož roku.
K červnu 2023 skupina provozuje 36 letadel Airbus A320 a tři letadla A321.